# 8時です!みんなのモンダイ
『8時です! みんなのモンダイ』（はちじです みんなのモンダイ）は、2004年10月9日から2005年3月19日まで、TBS系列で毎週土曜20:00 - 20:54(JST)に放送されていたクイズ番組である。 

## 番組概要
有名企業の入社試験や、各種の資格検定などの問題を出題。専門分野の講師を適宜招いて解説を行う番組として放送された。
タイトルには、かつてこの時間帯の人気番組だった「8時だョ!全員集合」の影響を受けて名付けられている。
この番組の企画にあたっては、かなり難航を極めており製作総指揮の正木敦は、書店に入って日頃足を運ばない入社試験や資格試験の問題集を並べているコーナーをのぞいて立ち読みをしたところその問題が意外と面白いことに驚いたことがこの番組を企画するきっかけになったという。
スタート当初は、先述の通り入社試験や資格試験に絞って出題していたが途中から一般常識も出題するようになった。同時に個人戦から男女対抗戦に改めた。(男性キャプテンは山口智充、女性キャプテンは青木さやか）
入社試験に取り上げられた企業の中には、レギュラー解答者でもある和田アキ子が所属しているホリプロや放送当時堀江貴文が社長を務めていたライブドアも含まれていた。また同局の系列会社TBSラジオと競合する文化放送や同じメディア業界である日刊スポーツ新聞社も取り上げた。
本番組は当初、2004年10月9日の放送開始が予定されていたが、日本シリーズなどの特別番組、10月23日に発生した新潟県中越地震に伴う報道特別番組により、半月以上も遅れる形でのスタートとなった。
そのため放送開始日には、2024年まで放送した「世界一受けたい授業」(日本テレビ）と同時にスタートすることになったが同番組や同時間帯で圧倒的な人気を保っていた「めちゃ×2イケてるッ！」(フジテレビ）に大きく水をあけられ約半年で終了した。
なお入社試験や資格試験などの問題を出題するクイズ番組は、TBSでは最後となったが2009年には、「地頭クイズ ソクラテスの人事」(NHK総合）でも行われた。また出題前に正解が用意されていないクイズ番組は、TBSでは初めてだったが1979年には「正解のないクイズ」（フジテレビ）でも行われた。2023年には「正解の無いクイズ」（テレビ東京）がスタートし現在も放送中である。
また2005年2月には、この番組で出題する問題などを取り上げた本がアーティストハウスから出版された。

## 出演者
- 司会：関口宏
- レギュラー解答者：和田アキ子、山口智充（DonDokoDon）、青木さやか ほか
- 週替わりのゲスト解答者

ほぼ毎週必ず一人はアップフロントエージェンシー（現：アップフロントプロモーション）所属のタレント。堀内孝雄や田中義剛、ハロー!プロジェクトメンバーの安倍なつみ・後藤真希・松浦亜弥・W（ダブルユー・辻希美・加護亜依）など。
- ナレーション：来宮良子、広中雅志、山崎和佳奈

## エンディングテーマ
- 「Smile」スターダストレビュー（2004年10月 - 12月）
- 「冬うらら」北原愛子（2005年1月 - 3月）

## スタッフ
- ナレーター：来宮良子、広中雅志、山崎和佳奈
- 構成：恒川省三、藤沢めぐみ、岩崎元哉、佐藤雄介、塚田ゆみ
- TD・SW：藤江雅和 (ニユーテレス)
- VE：水野博道 (ニユーテレス)
- カメラ：横山政照 (ニユーテレス)、木戸秀樹 (take)
- 音声：龍田幸久 (東通)
- 照明：北澤正樹 (FLT)
- EED：川合純子
- MA：志村武浩 (ヌーベルPC)、小林ケント
- 音効：藤代広太、岡本智宏
- 美術プロデューサー：杉川廣明
- 美術デザイン：きくちまさと
- 美術進行：今井隆之
- 大道具製作：高橋博之
- 大道具操作：東山優治
- メイク：山田かつら
- アートフレーム：菊地智明
- アクリル装飾：細井純
- 電飾：日下信二
- 生花装飾：荒川直史
- マルチ：大高貢
- CG：ケネックジャパン
- TK：野村佳乃子
- 宣伝：小池由起
- 技術協力：東通、テイクスタジオ (収録スタジオ)、ヌーベルバーグ (ロケ技術)、ヌーベルPC (編集スタジオ)
- 美術協力：フジアール
- 制作協力：TBS-V、K-ten、オフィス論、ワイキューブ
- リサーチ：ジーワン、オンリーユー、PAライターズ
- AP：神田祐子
- ディレクター：小松伸一、細矢将司、山口伸一郎 (この中から毎週1人が演出) / 和田好充
- 総合演出：鴨下潔
- 制作プロデューサー：田代誠
- プロデューサー：正木敦
- 製作：ドリマックス、TBS